# チェンジエアブレード
チェンジエアブレード（CHANGE AIR BLADE）は、1999年12月末にサミーから発売されたアーケードゲーム。

## 概要
「対戦アクション形の縦スクロールシューティングゲーム」という点が大きな特徴である。対戦形のシューティングゲームとしては、過去にティンクルスタースプライツなどがあるがそれとは違うアプローチの作品であり、本作は1つの画面の中で動く相手の機体と直接撃ち合うというものである(この構成は、本作以前にも同人ゲームとして作られたソフトが存在する)。本作は、CPUによる対戦のほかに、対人戦が可能である。
ストーリーは具体的なものは無く、様々な企業が制作した次世代主力戦闘機を模擬戦闘で戦わせ、採用を目指すというものである。エンディングでは採用機が編隊を組む様子が描かれるが、クレジットに2人対戦プレイをするように推奨する文面がある。
ユーザーから「チンブレ」と略称されることがある。

## システム
ゲーム画面は上半分が「前衛」、下半分が「後衛」となり、ゲームシステムが異なるが、いずれにしても相手の耐久力ゲージを3本全てなくすと1ラウンドを獲得する。CPUモードでは1ラウンド（プレイヤー側は1ラウンド落とすと残機ストックが減り、0の時に負けるとゲームオーバー）、対人戦では3ラウンド中2ラウンド奪取すれば勝利となる。

### 操作方法
8方向レバーと3ボタンで操作する。
- Aボタン

ショット。パワーアップアイテムで最大5段階まで強化される。連打(セミオート)と押しっぱなし(フルオート)で攻撃と移動速度が変化し、その際ロックオンを防ぐ青いバリアを発する。また、一定弾数を発射する度にリロード動作が発生し連射が途切れる。前衛と後衛で攻撃形態が変化する。
- Bボタン

バレットウェポン。前衛と後衛でストックが異なり、前衛が個数制(一定量で1個分)、後衛がレベルゲージ制(レベルごとに必要量が異なる)になる。アイテム以外にも、耐久力ゲージ分削られると一定量補充される。インタラプトで交代すると、前衛がレベル2、後衛が大ボンバー1個分に初期化される。
- Cボタン

アイテム。「パーサー」と「ロックオン」の2種類があり、あわせて3つまでストック可能。

### 後衛
後衛側のプレイヤーは、一般的なシューティングゲームのシステムに則って戦う。防御力がなく、メインショット以外の攻撃を受けると耐久力ゲージが1本丸ごと失われる。その際アイテムを放出しボムを補充（保持量にっては減少する場合もある）、パワーアップが1段階下がる。
前衛より当たり判定が小さい上メインショットに対する防御力が強く、弾を消す攻撃や機体の攻撃力が反映されるなど、弾に当たらなければ持続的にダメージを与えられる（大部分の攻撃で故障も誘発できる）ほか、機体によっては攻撃の組み合わせで瞬間的に大ダメージを与えられるのが強み。前衛がとり損なったアイテムも回収できるのも長所。
CPUモードは、プレイヤー側は必ず後衛側で開始される。対人戦時は、乱入された側がラウンド1の後衛となり、以後ラウンドごとに入れ替わる。
バレットウェポン
いわゆるボンバーとなる。攻撃方法は機体によって変わる。攻撃力は非常に高く、接触した敵弾を消す効果がある。発射直前に機体周囲の敵弾を消す緑色のバリアを張るが、一部消せない弾があるほか無敵時間はなく、バリアのエフェクトがいくつかの形に変形するため消す前に被弾する可能性がある。
発射するには大ボンバーアイテムのストックが1個必要であり、これは小ボンバーアイテム16個分に相当する。最大4つまでストック可能（大ボム3個+小ボム16個表記）。大ボンバーアイテムのストックがなくても、小ボンバーアイテムのストックが1個以上あれば、バリアを張ることは出来る(ただし展開時間に変化はない)。
パーサー
パーサーアイテムを使用すると、機体ごとに固有の攻撃を行う。

### 前衛
前衛はシューティングゲームにおけるボスキャラクターに相当する。当たり判定が大きいが、機体ごとの防御力が反映され、複数の攻撃を連携し相手を追い詰める事ができる。また、支援機と合体することで一時的に耐久力減少を肩代わりできる。アイテムを先に奪える機会が若干ある優位性も持ち、敵を撃墜できれば大量にアイテムを獲得し、場を支配し続けるチャンスがある。
下記に記載されている前衛の攻撃は、メインショットおよびロックオンを除き、画面位置の上・中・下によって3種類に変化する。また、画面位置に加えて、バレットウェポンはレベルによって2種類(全6種類)、支援機はボタンに応じて3種類(全9種類)の攻撃に変化する。
ショット
真後ろに放つピンク色のメインショット（セミオート、フルオートでの変化に対応）と通常弾による複合攻撃。通常弾は一発でゲージ1本を奪う威力だが、後衛に比べてメインショットの威力が低下しほとんどダメージを与えられない。ただし、後衛からアイテムを出し易く、さらに当て続ければ故障を誘発できる。
バレットウェポン
画面下のゲージ(目盛制)を消費して、弾幕を張る。レベルが設定されており、一定量を超えると上昇（6目盛でレベル1、10目盛でレベル2(計16目盛)、17目盛りで最大(計33目盛)）。最大を含めると3レベルが設定されている。
使用時のレベルに応じて、レベル分のゲージ量を消費（レベル2を使用すると10目盛減る）し、レベルに対応した攻撃を行う。前述の仕様であるため、レベル2とレベル1の攻撃を連続して行うこともできる。
ゲージは時間経過とともに増える他、ボンバーアイテムを取得することでも増える。
下記の支援機よりこちらの攻撃の方が強い機体もある。
支援機
ゲージが最大まで溜まった状態でBボタンを押すと、画面が切り替わって、固有の支援機と合体する。
支援機は移動速度が遅く非常に大きいが、破壊されるまでの間本体は一切ダメージを受けない。
ただし、合体中バレットウェポンゲージが減少し続け、0になると強制離脱する。ボンバーアイテムを回収することで延長される。
また、ABCボタンでそれぞれ異なる攻撃が可能で、交互にボタンを押すことで同時に攻撃することもできる。アイテムは使用できない(ただし、呼び出す前に使用したロックオンのマーカーは継続して残り、効果が発動する)。機体一部を破壊されるとアイテムを出し、その部位に対する攻撃が使えなくなる。
ABCボタン同時押しで強制的に支援機から離脱する。通常撃破されるとバレットウェポンゲージが0になりアイテムを出すが、強制離脱ではバレットウェポンゲージがそのままでアイテムを出さずに済む。また、どちらかがインタラプトを取得すると強制離脱になる(バレットウェポンのストックは初期化される)。
パーサー
パーサーアイテムを使用すると、使用機体と使用位置ごとに特徴の異なった味方機が出現して援護攻撃を行う。支援機を呼び出すとすべて消滅する。

### 共通事項
アイテム
相手の機体に攻撃を当てると、アイテムが出現する。出現させたプレイヤーが前衛か後衛かでアイテムの軌道は異なるが、いずれにしても画面下へ落ちてゆく。稀に背景に攻撃が当たると突如出現する（落下速度は緩やかで固定）。パワーアップアイテム、ボンバー、得点の勲章アイテム、ロックオン、パーサー、インタラプトがある。取得時若干の無敵時間が発生する。
ロックオン
ロックオンアイテムを使用すると、自機の周囲に波紋(衝撃波)が広がる。波紋が敵機に接触するとマーカーが表示され、一定時間後に敵方向への弾幕による攻撃を行う。前衛と後衛によって攻撃方法が異なる。ロックオンの波紋は、受ける側のショット切り替え時に発生する青いバリアエフェクトで防ぐことができる。
故障
メインショットを連続して喰らうと、機体が火を吹いてしばらくの間動かなくなる。対戦格闘ゲームにおける気絶に相当する。レバーを激しく動かすことで早く復帰することができる。
インタラプト
時々出現するインタラプトアイテムを取得すると、前衛と後衛がそれぞれ居た位置へ入れ替わる。入れ替わった後、取得した方から先に動ける。また、画面内の弾やアイテムが消滅し、互いのバレットウェポンのストックも初期化される。
先の読めない戦況を生み出す重要なアイテム。

## キャラクター
プレイヤーキャラクターは以下の8機体。攻撃パターンだけでなく、攻撃力や耐久力、移動速度も個別に異なっている。1Pと2Pで機体名が異なる。下記では、「企業内製作元」 「1P機体名」/「2P機体名」で表記する。
なお、試合開始前のカウントダウン中に、A,B,Cの各ボタンを押すと、押したボタンによって機体色と性能が変わる。
- Aボタン　通常性能
- Bボタン　スピードが上がるが、攻撃力と防御力が下がる。
- Cボタン　自機が紫になるか赤くなる。ショットが1段階パワーアップした状態になり、防御力も上がるが、スピードが落ちる。この状態ではショットレベルが上限であるレベル4を超えることが可能。
- ABC同時押し　防御力が下がり、スピードも落ちる。いわゆるハンデ用。基本的に派手なカラーになる。

1Pモード時は、コイン投入時にコマンドを入力することで効果音が鳴り、CPUのアルゴリズムが変化する。

### （株）菱沼重工業
1Pモードの時、最初の対戦相手となる企業。主翼に描かれたラインが特徴で、レシプロ機を支援機に持つ。
社長室付開発室　製　F-36B"BLASTER"/F-36X"XE-RO"
メインショットの攻撃力が高く、ボンバーも高性能。低速移動時に銃座がむき出しになり、より攻撃的なフォルムとなる。支援機は4発のプロペラ輸送機。尾翼を破壊されると弱くなる。
会長室付開発室　製　XF-48G"GALERIA"/XF-48J"JELDA"
他の機体とは違い、後部に砲門を隠し持つ。そのため前衛での低速ショットは異様に強い。支援機はツインローターの戦闘ヘリ。速射性のある機銃掃射のほか、機雷も出してくる。パーツが少ないので攻撃力が下がらないのが特徴。

### （株）御子柴技研工業
参戦する機体はいずれも近未来的なフォルムを持つ。特にロケットエンジンの技術に長けており、アフターバーナーを利用した攻撃は脅威である。高速機動に特化した分、耐久力が低い。
第三研究開発部　製　YF-222Α"ALPHA BLADE"/YF-222Δ"DELTA EDGE"
デルタ翼の様な機体だが、低速移動時はコックピットが引っ込み全翼機に変形する。後衛パーサーでは、敵機に致命傷を与える縦長の斬撃を前方に放つ。支援機は可変翼を持つ巨大全翼機。ワインダーやバーナーで攻撃してくる。
第七研究開発部　製　F/A-6Ω"OMEGA ARROW"/F/A-6Σ"SIGMA LANCER"
前進翼を持つエンテ型の機体。後衛のメインショットは非常に弱いが、前衛だと一転して強くなる。アルファブレードと同じく、後衛パーサーでは周囲円状に斬撃を放つ。支援機はスペースシャトル。武装付きのブースターに当たり判定はない。上段のバーニア噴射は攻撃速度が非常に早い上に、画面下まで届く。

### （有）松丸エンジニアリング
参加企業唯一の有限会社。松の家紋を社章に使うほど自社製品にこだわりがあるらしく、支援機もメジャーな飛行機に代わって戦車が登場する。
父・松丸製造　製　百参拾八式"猛御雷"/百六拾六式"荒御雷"
後衛最高の攻撃力をもつ上に、パワーアップするとより広範囲になる。逆に前衛になると弱くなる。機体の性質上、色チェンジの影響を受けやすい。支援機は2種類の砲門およびミサイルランチャーを備える大型戦車。
息子・松丸製作　製　甲-58型"鍾馗"/乙-58型"飛燕"
自機はフライングパンケーキに近い形状で、メインショットの威力が高い。低速移動時にコックピットが飛び出し、後進翼に変形する。バレットショットが特に強い機体。支援機はアメンボ型のホバークラフト。背部に小型ディスペンサー、2連装主砲を隠し持つ。

### 南雲発動機（株）、（株）HAL SYSTEM
共同開発らしく、互いの技術を組み合わせた奇抜な機体が多い。攻撃もトリッキー。後衛固有装備として3wayとロックオンビームを持つ。
機体開発部門　製　AH-99IV"STONEGOREM"/AH-99VII"CYCROPS"
前衛は制圧力のあるバレットショットを使う。後衛パーサーは遮蔽板を前方にばらまく。支援機はツインホバージェット機。本体からはディスペンサーや光弾を、主翼後部から撃ち返し弾やレーザーブレードを飛ばしてくる。
内燃機関開発部門　製　XH-10IX"SYLPH"/XH-10X"BANSHEE"
前衛後衛ともに使い勝手の良いウエポンを持つ。弾消し機能のある後衛パーサーは故障を誘発させやすい。支援機は球形の移動要塞。下段攻撃が強力。